# Laos (Stadt)
Koordinaten: 39° 46′ N, 15° 50′ O
Laos (altgriechisch Λᾶος) war eine antike griechische Stadt, die an der Küste des Tyrrhenischen Meeres an der Mündung des Lao lag, des Grenzflusses von Lukanien und Bruttium.
Der Ort befindet sich im Bereich des Ortsteils Stazione di Verbicaro von Santa Maria del Cedro in der Provinz Cosenza in der italienischen Region Kalabrien.
Laos war eine Kolonie von Sybaris. Das Datum der Gründung ist nicht bekannt. Nach Herodot fanden die Einwohner von Sybaris nach dessen Zerstörung 510 v. Chr. Zuflucht in Laos und Skidros, einer weiteren sybaritischen Kolonie.
Laos war auch der Ort der Schlacht, in der die griechischen Städte 390 v. Chr. eine verheerende Niederlage gegen die Lukaner erlitten.
In der Nähe der Stadt befand sich Strabon zufolge ein Heldentempel (Heroon) des Drakon, eines Gefährten des Odysseus.